# Arius mong
Arius mong és una espècie de peix de la família dels àrids i de l'ordre dels siluriformes.